# Ciretea
Ciretea – wieś w Rumunii, w okręgu Marusza, w gminie Zau de Câmpie. W 2011 roku liczyła 79 mieszkańców.